# Galleria d'Arte Sacra dei Contemporanei
La Galleria d'Arte Sacra dei Contemporanei è un museo d'arte sacra sito nelle sale di Villa Clerici, nel quartiere Niguarda di Milano, la prima galleria dedicata esclusivamente a questa forma d'arte contempoeanea in Italia.
Fondata nel 1995, comprende ad oggi più di 3000 opere di artisti tra cui Giacomo Manzù, Valentino Vago, Trento Longaretti, Kengiro Azuma e Libero Andreotti.
Si tratta di un polo museale riconosciuto dalla Regione Lombardia e dall'Associazione Musei Ecclesiastici Italiani.